# Zosim
Zosim (grško: Ζώσιμος [Zosimos]), bizantinski zgodovinar, eden zadnjih poganskih zgodovinarjev, ki je ustvarjal v Konstantinoplu v drugi polovici 5. in na začetku 6. stoletja in eden prvih, ki je pisal po propadu Zahodnega rimskega cesarstva. Datuma rojstva in smrti nista znana.

## Življenjepis
O Zosimovem življenju je na razpolago samo nekaj skopih podatkov iz beležk bibliofila in ljubitelja antike, konstantinopelskega patriarha Fotija iz 9. stoletja. Zosim je bil dostojanstvenik (comes) in pravni zastopnik cesarske blagajne (advocatus fisci). Ker od konca 4. stoletja dalje pogani po zakonu niso smeli opravljati visokih državnih funkcij, Zosimov primer kaže, da so omenjeni zakon v praksi tudi obšli. Bil je znan po svoji militantni obliki poganstva.

## Nova zgodovina
Nova zgodovina (grško:  Ιστορία Νέα [Istoria Nea], latinsko: Historia Nova) je delo v šestih knjigah, napisanih v grškem jeziku, ki ga je začel pisati kmalu po letu 500. Na začetku je omenil, da je bil njegov vzor Polibij, ki je v svoji Zgodovini opisal obdobje triinpetdesetih let od leta 220 do 167 pr. n. št., v katerem so Rimljani postali gospodarji Sredozemlja. Zosimova vodilna ideja je bila ravno obratna: želel je prikazati proces, v katerem je Rimsko cesarstvo zaradi svojih napak v enako dolgem obdobju to moč izgubilo.
Prva knjiga na kratko opisuje zgodovino prvih rimskih cesarjev od Avgusta (27 pr. n. št.-14 n. št.) do Dioklecijana (284-305). Druga, tretja in četrta knjiga se bolj podrobno ukvarjajo z obdobjem od prihoda Konstancija Hlora (305-306) in Galerija (305-311) do smrti Teodozija I. (379-395).  Peta in šesta knjiga, ki sta za zgodovinarje najbolj uporabni, pokrivata obdobje Teodozijevih naslednikov od leta 395 do 410, ko je bil odstavljen uzurpator Prisk Atal.
Zosim se je zaradi obsežnosti dela močno oddaljil od svoje prvotne ideje. Glede na to, da se Zgodovina konča z letom 410, je imel avtor verjetno smrt zadnjega poganskega cesarja Julijana leta 363 za tisto prelomnico, v kateri je začelo cesarstvo neustvljivo propadati. Glavna vzroka propadanja sta, po Zosimovem mnenju, opuščanje starih poganskih kultov in običajev, na primer Skularnih iger leta 313, zaradi nove krščanske vere in sprejemanja vedno večjega števila barbarov med najvišje dostojanstvenike in vojskovodje Rimskega cesarstva. Kot sodobnik propada Zahodnega rimskega cesarstva je za takšen epilog pretirano krivil casarja Konstantina I. (306-337) in Teodozija I. (379-395).
Glavna vira Zosimove Zgodovine sta bila helenska zgodovinarja in pogana Evnapij iz Sarda in Olimpiodor iz Teb. Evnapij je v svoji Zgodovini zajel obdobje od leta 270 do 414, Olimpiodor pa obdobje od leta 407 do 425. Evnapij je pretirano kritiziral vrhovnega poveljnika vojske, Vandala Stilihona, medtem ko ga je Olimpiodor diskretno hvalil. Zosim je pri pisanji pete knjige v opisu dogodkov leta 407 pri ocenjevanju Stilihonove vloge prešel iz ene skrajnosti v drugo, kar odkriva, da je svoje vire tudi dobesedno prepisoval.
Glede na to, da se je Evnapijeva Zgodovina izgubila, Olimpiodorjeva pa je ohranjena samo delno, ima Zosimova Zgodovina veliko zgodovinopisno vrednost, ker je prvorazreden vir podatkov za obdobje od leta 395 do 410 in zapolnjuje nekaj praznin v poznorimski zgodovini 3. in 4. stoletja.

## Tiskane izdaje
Prva tiskana izdaja Nove zgodovine je bil Leunklavijev latinski prevod, tiskan v Baslu leta 1576. Prvi dve knjigi z izvirnim grškim besedilom in Leunklavijevim latinskim prevodom je natisnil H. Stephamis v Parizu leta 1581. Prvo popolno izdajo grškega besedila je objavil F. Sylburg  v Scriptores Hist. Rom. Min., iii.. Kasnejše izdaje so bile objavljene v Oxfordu (1679), Zeitzu in Jeni (1679, 1713 in 1729). Reitemeierjeva izdaja v Leipzigu leta 1784 je zelo uporabna zaradi kritičnih komentarjev Heyneja in drugih učenjakov. Zaupanja vredna je tudi Bekkerjeva izdaja v Bonnu leta 1837.
Edini dobri srednjeveški prepis, ki je verjetno nastal v konstantinopelskem Studionskem samostanu in se hrani v Vatikanski knjižnici (MS Vat. Gr. 156), je bil za zgodovinarje nedostopen vse do sredine 19. stoletja. Prvi ga je objavil  Ludwig Mendelssohn v Leipzigu leta 1887. Sodobna standardna izdaja Nove zgodovine je Zosime: Histoire Nouvelle, F. Paschoud, Pariz, 1971, ki vsebuje francoski prevod, uvod in komentar.

### Novejše izdaje in prevodi
- Zosime, Histoire Nouvelle, prevod in komentar Françoisa Paschouda v treh delih, Budé, Pariz, 1971–1989.
- Zosimos, Neue Geschichte, prevod in komentar Otta Veha, Hiersemann, Stuttgart, 1990, ISBN 3-7772-9025-4.
- Ronald T. Ridley: Zosimus. New History, angleški prevod s komentarjem, Canberra, 1982.
- Zosimi comitis et exadvocati fisci Historia nova, Ludwig Mendelssohn, Olms, Hildesheim u. a., 2003, ISBN 978-3-487-05208-3.